# Damian Czepita
Damian Mariusz Czepita (ur. 25 marca 1953 w Szczecinie) – polski okulista, profesor medycyny.

## Życiorys
Uczęszczał do VI Liceum Ogólnokształcącego w Szczecinie. Studia medyczne ukończył w 1977 roku na Pomorskiej Akademii Medycznej w Szczecinie.
Stopień doktorski zdobył na macierzystej uczelni w 1982. W okresie 1989–1994 przebywał w Stanach Zjednoczonych. Jako research associate odbył roczny staż na Uniwersytecie Pensylwanii (w zakresie okulistyki) oraz 2,5-letni na Uniwersytecie Waszyngtona w St. Louis (biologia i fizjologia komórki, anatomia i neurobiologia). Następnie odbył 2,5-letni staż podoktorski na Uniwersytecie Yale (w zakresie okulistyki). Po powrocie do Polski wrócił na macierzystą uczelnię. Habilitował się w 1997, na podstawie oceny dorobku naukowego i rozprawy pt. Badania funkcji receptorów NMDA w korze wzrokowej. W 2007 roku został mu nadany tytuł naukowy profesora nauk medycznych. Pracował na stanowisku profesora zwyczajnego w I i II Katedrze i Klinice Okulistyki Pomorskiego Uniwersytetu Medycznego w Szczecinie. Był promotorem 6 przewodów doktorskich i opiekunem jednej habilitacji.
Od 1980 roku jest członkiem Polskiego Towarzystwa Okulistycznego. Od 2014 jest członkiem rady szczecińskiej Fundacji na rzecz Zapobiegania Ślepocie i Niedowidzeniu.

## Praca badawcza i kliniczna
Zainteresowania badawcze i kliniczne Damiana Czepity dotyczą krótkowzroczności, wad refrakcji, zapalenia brzegów powiek spowodowanego nużeńcem ludzkim, receptorów NMDA, neurofizjologii kory wzrokowej.
Jest redaktorem polskich wydań publikacji z zakresu neurookulistyki: podręcznika „Neurookulistyka” (Pane Anthony, Burdon Michael, Miller Neil R., wyd. 2009, ISBN 978-83-7609-069-6) oraz „Neurookulistyka. Szybkie rozpoznanie w okulistyce” (Trobe Jonathan D., wyd. 2011, ISBN 978-83-7609-376-5).
Publikował w czasopismach krajowych i zagranicznych. Był recenzentem m.in. w „Klinice Ocznej”, „Kontaktologii i Optyce Okulistycznej” oraz „Okulistyce”. Jest członkiem redakcji czasopism: od 2013 roku „Russian Ophthalmological Journal” i od 2016 „Ophthalmology Journal”.